# Тюкинка
Тюкинка — река в России, протекает в Чувашии и Татарстане. Левый приток Абамзы (бассейн Суры).
Высота устья — 139 м над уровнем моря. Высота истока — 220 м над уровнем моря.

## Физико-географическая характеристика
Длина реки составляет 12 км. Исток находится к югу от деревни Мордовские Тюки Шемуршинского района Чувашии — на смежной территории Дрожжановского района Татарстана.
От истока течёт на север через упомянутую деревню и сразу вновь попадает на территорию Татарстана у деревни Татарские Тюки (других населённых пунктов в бассейне нет). От деревни поворачивает на северо-запад и входит в лесной массив на территории Чувашии. Далее течёт по лесу в среднем течении преимущественно на запад, в нижнем — на юго-запад. В низовьях течение проходит по национальному парку «Чаваш-Вармане». Впадает в Абамзу в 7,3 км от её устья, на границе эксклава Татарстана в 2 км северо-восточнее п. Баскаки.

## Данные водного реестра
По данным государственного водного реестра России относится к Верхневолжскому бассейновому округу, водохозяйственный участок реки — Сура от Сурского гидроузла и до устья реки Алатырь, речной подбассейн реки — Сура. Речной бассейн реки — (Верхняя) Волга до Куйбышевского водохранилища (без бассейна Оки).
Код объекта в государственном водном реестре — 08010500312110000037705.